# Bulbophyllum subsessile
Bulbophyllum subsessile är en orkidéart som beskrevs av Rudolf Schlechter. Bulbophyllum subsessile ingår i släktet Bulbophyllum och familjen orkidéer. Inga underarter finns listade i Catalogue of Life.